# Ишвары
Ишвары — упразднённая в 2021 году деревня в Шурышкарском районе Ямало-Ненецкого автономного округа России.

## География
Расположена была при впадении безымянной на карте протоки в обскую протоку Мояхтас. 
Находится в 182 км к юго-западу от Салехарда и в 42 км к юго-востоку от районного центра — села Мужи.
В селении была одна улица — Толовая. Площадь 3,2 га.

## Население
| 1989 | 2002 | 2010 |
| ---- | ---- | ---- |
| 6    | ↗12  | ↘4   |

Население на начало 2015 года — 2 человека. Плотность населения в существующих границах селения на 2015 год составляет 63 чел./кв. км.
Основное население ранее составляли ханты (100 % по переписи 2002 года).

## История
С 2005 до 2021 гг. деревня входила в состав Азовского сельского поселения. 
В конце 2021 года деревня была упразднена.

## Транспорт и экономика
Водный транспорт по реке Обь.
Основная отрасль — рыболовство.